# Ursynów

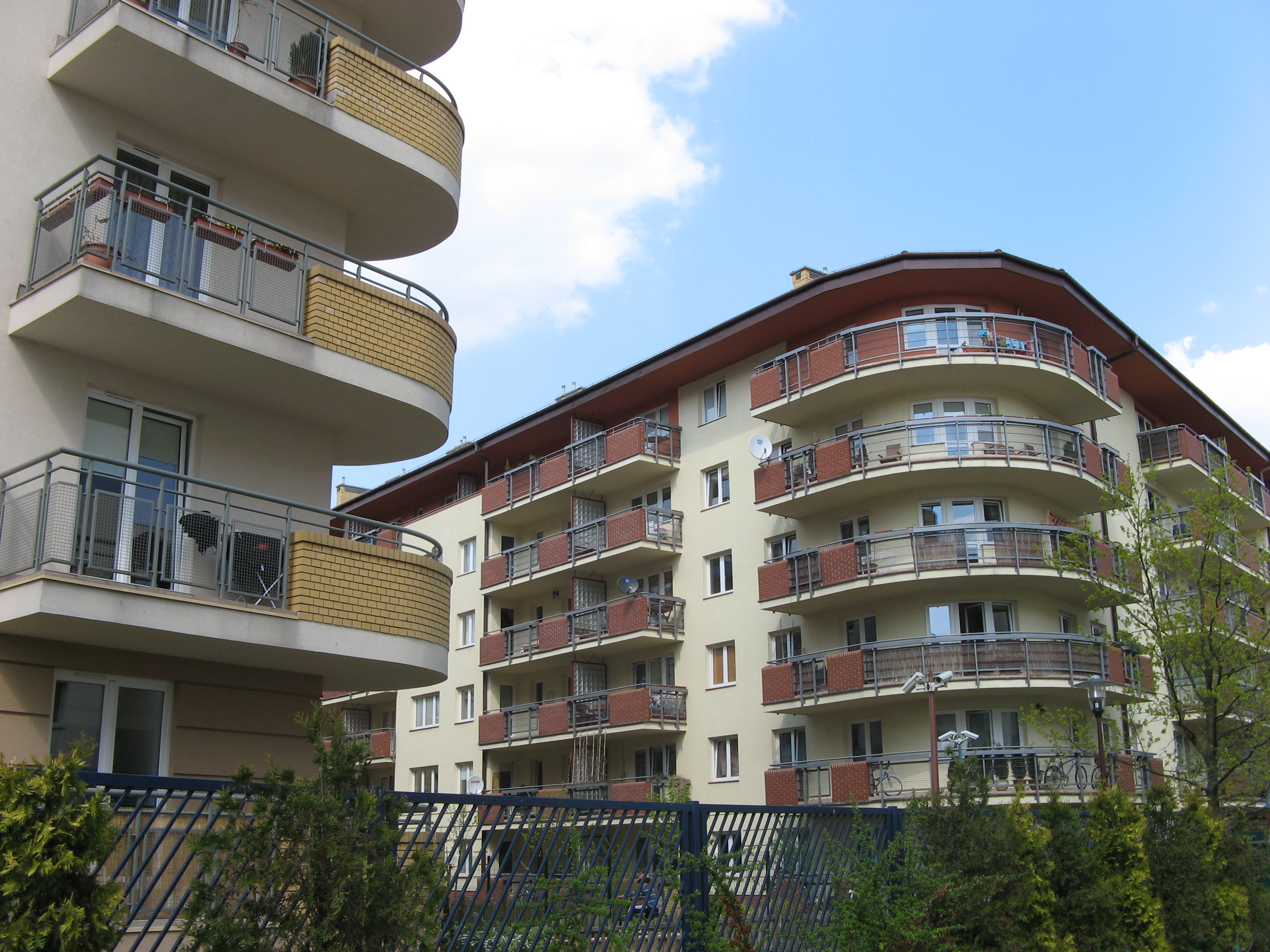
Hus i Ursynów

Ursynów är det sydligaste distriktet i Warszawa. Distriktet har en yta på 44,6 km², och är därmed det tredje största i staden och består av 8,6% av hela stadens yta. Distriktet har ungefär 137 000 invånare, och det är ett av de snabbast växande områdena i staden. Nära 25% av befolkningen är 18 år eller yngre.
Den östra delen av distriktet består främst av höghus, medan västra och södra delarna mer består av glesbebyggelse, öppna områden och parker. Cirka 25% av nybyggnationen efter 1989 har skett i Ursynów. Sydligaste delen av distriktet, Kabaty består av Kabatyskogen, som täcker mer än 9,2 km². Andra sevärdheter är Natolinpalatset och före detta hästkapplöpningsbanan Służewiec som byggdes 1939. Numera används den främst för friluftsaktiviteter såsom konserter.